# Washington (Indiana)
Washington – miasto w Stanach Zjednoczonych, w stanie Indiana, siedziba administracyjna hrabstwa Daviess.